# پارک ملی لس ارایان
پارک ملی لس ارایان (به اسپانیایی: Parque nacional Los Arrayanes) یک پارک ملی و پارک در آرژانتین است که در بخش لس لاگوس واقع شده‌است.